# Pfarrkirche Reith bei Kitzbühel

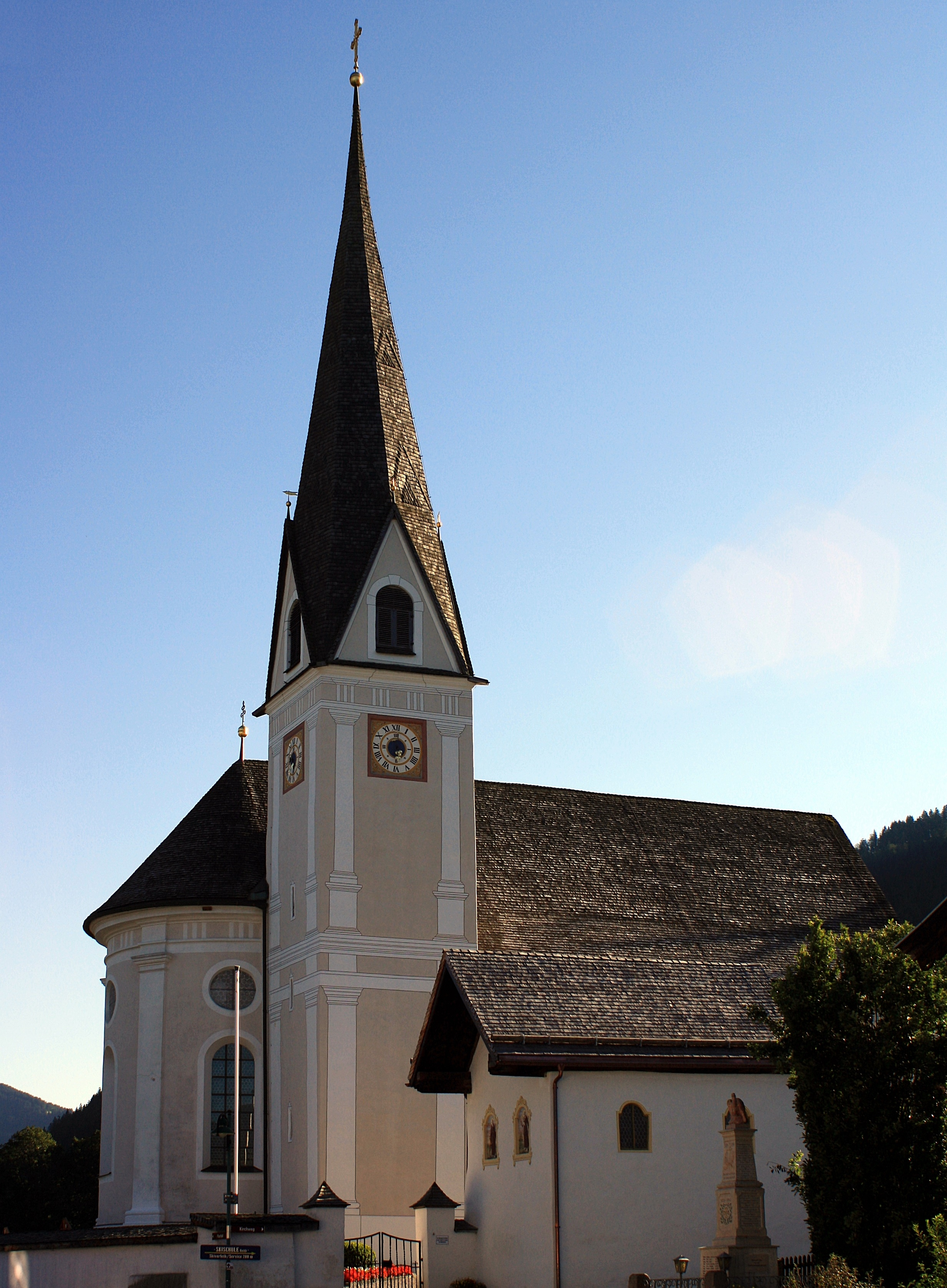
Katholische Pfarrkirche hl. Ädidius in Reith bei Kitzbühel

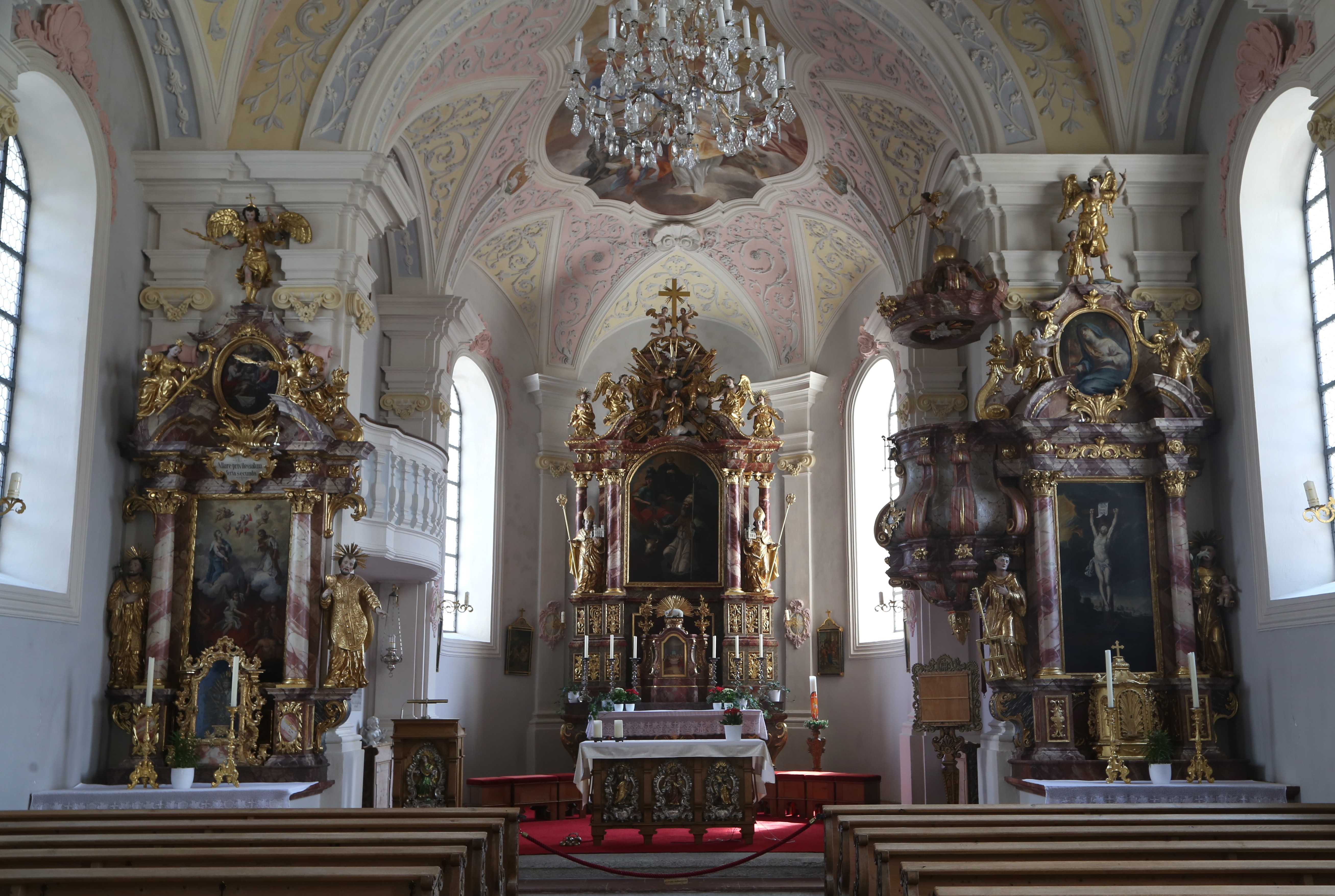
Hochaltar und Seitenaltäre

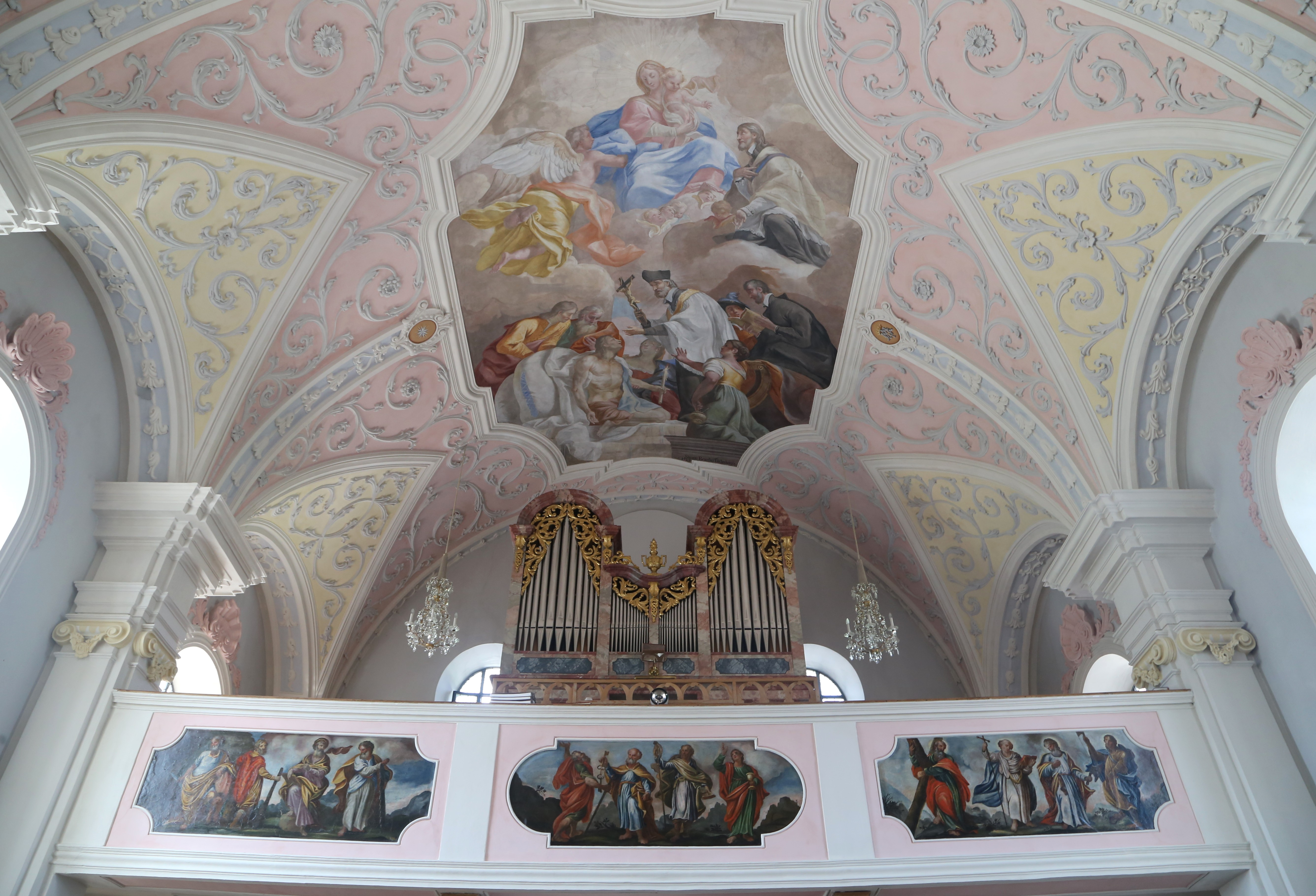
Deckenfresko Krankenheilung durch den hl. Johannes Nepomuk

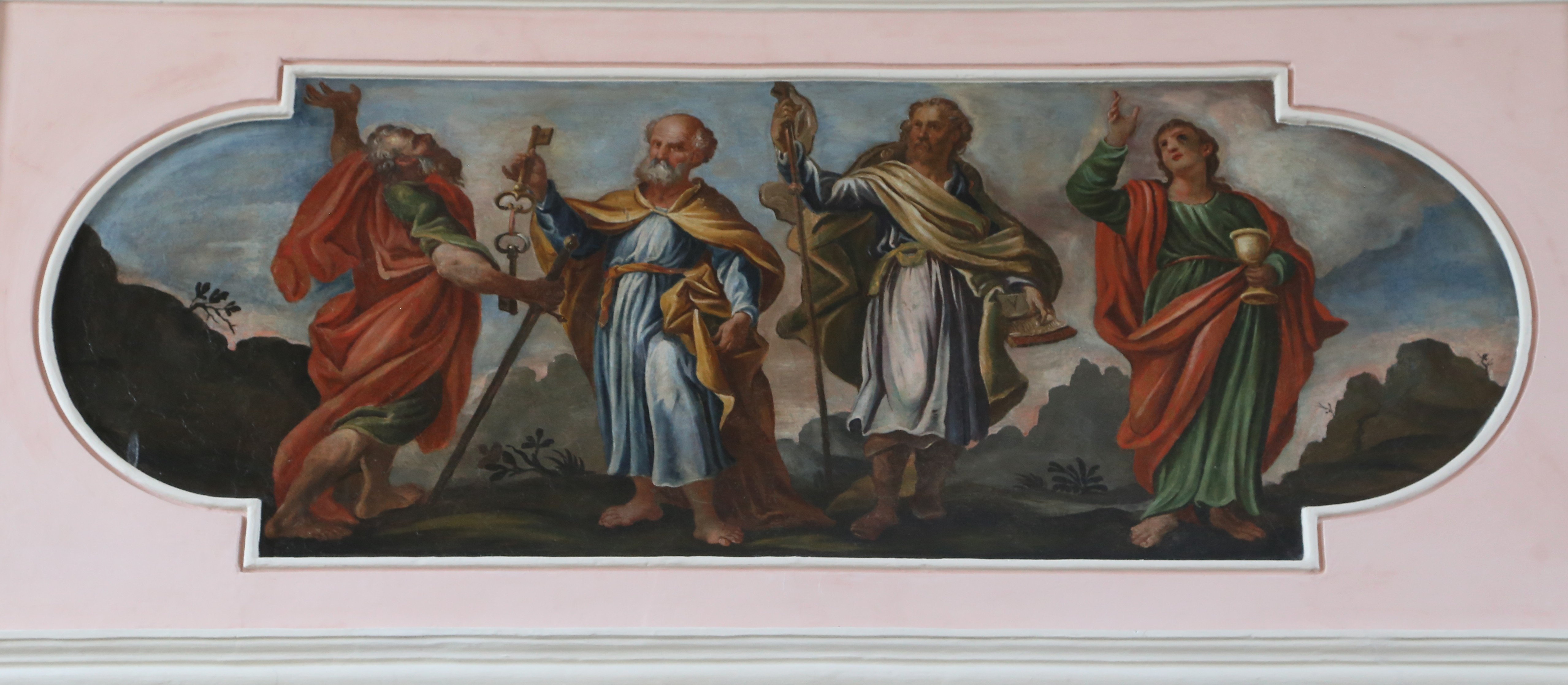
Bild an der Orgelempore

Die Pfarrkirche Reith bei Kitzbühel steht am Westrand des Dorfes in der Gemeinde Reith bei Kitzbühel im Bezirk Kitzbühel im Bundesland Tirol. Die dem Patrozinium hl. Ägidius unterstellte römisch-katholische Pfarrkirche gehört zum Dekanat St. Johann in Tirol in der Erzdiözese Salzburg. Die Kirche und der Friedhof stehen unter Denkmalschutz (Listeneintrag).

## Geschichte
Urkundlich wurde 1188 eine Weihe genannt, 1330 als Filiale von St. Johann in Tirol, 1645 Vikariat wurde die Kirche 1891 zur Pfarrkirche erhoben.
Langhaus und Chor wurden von 1729 bis 1731 vom Baumeister Abraham Millauer erbaut.

## Architektur
Der barocke Saalbau ist von einem Friedhof umgeben.
An das vierjochige Langhaus schließt ein eingezogener einjochiger Chor mit einer Rundapsis an. Die Westfront hat einen steilen Giebel und ein kräftiges Hauptgesims über Pilastern und ein Kreisfenster. Das West- und Nordportal hat seitliche Pilaster und ein Vordach, die Türen haben barocke Beschläge. Der gotische Turm steht nordseitig am Chor, er hat im Osten Schlitzfenster und im Westen Vorhangbogenfenster, die späteren Schallöffnungen sind segmentbogig, er trägt einen Giebelspitzhelm. Die südseitige Sakristei ist zweigeschoßig.
Das Kircheninnere zeigt Stichkappentonnengewölbe auf Wandpfeilern über einem quadratischen Grundriss, die Wandpfeiler haben Pilastervorlagen und tragen verkröpfte Kämpfergesimse. Die zweigeschoßige Westempore ist aus Holz. Der Triumphbogen ist rundbogig. Im Chorjoch gibt es zwischen den Wandpfeilern Seitenemporen mit einer vorschwingenden Balusterbrüstung, die Portale zum Turm und der Sakristei zeigen barocke Profilrahmen.
Die barocken Gewölbestukkaturen mit Akanthusblattwerk schufen Gabriel Zipf und Georg Edl um 1730, die Gewölbebilder malte Simon Benedikt Faistenberger 1729, im Chor Glorie der Heiligen Ägidius, Silvester und Sebastian, im Langhaus jeweils über zwei Joche Taufe von Kaiser Konstantin durch Silvester und Krankenheilung durch den hl. Johannes Nepomuk. Die Ostnische des Chores zeigt ein Fresko Kruzifix über Adam und Eva im Fegefeuer.

## Ausstattung
Der barocke Hochaltar aus dem Ende des 17. Jahrhunderts wurde im 18. Jahrhundert verändert und 1823 erhöht, er trägt die Schnitzgruppe Heilige Familie von Thomas Blieml 1783 und die Statuen der Heiligen Virgil und Wolfgang und im Auszug Marienkrönung, und zeigt das Wechselbild der Heiligen Ägidius, Silvester, Sebastian von Matthias Kirchner um 1790.
Der linke Seitenaltar um 1700 zeigt das Altarblatt Mariahilf und das Oberbild Tod Josefs und trägt die seitlichen Statuen Johannes Nepomuk und Igantius, die Figur Erzengel Michael schuf Benedikt Faistenberger.  Der rechte Seitenaltar um 1700 zeigt das Altarblatt Maria und Josef als Fürbitter für die Armen Seelen und im Oberbild Maria und Josef, er trägt die seitlichen Statuen Laurentius und Antonius, die Figur Erzengel Raphael schuf Benedikt Faistenberger 1681.
Es gibt ein Vortragekreuz aus dem Ende des 14. Jahrhunderts in Verwahrung. Es gibt eine Krippe von Johann Giner.
Die Orgel mit einem Werk aus 1843 von Joseph Aigner (Orgelbauer) wurde von Dreher & Flamm 1937 umgebaut.